# هانس مادسن رييس
هانس مادسن رييس (بالإنجليزية: Hans Madsen Ries)‏ هو شخصية أعمال نيوزيلندي، ولد في 5 ديسمبر 1860، وتوفي في 14 أبريل 1926.